# James Samuel Risien Russell

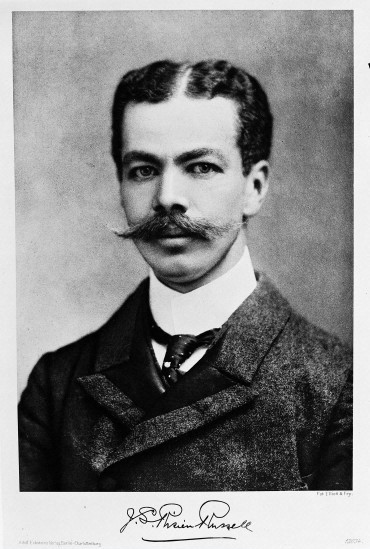
James Samuel Risien Russell

James Samuel Risien Russell (ur. 17 września 1863 w Demerarze, zm. 20 marca 1939 w Londynie) – brytyjski lekarz neurolog.

## Życiorys
Urodził się w Gujanie Brytyjskiej jako syn plantatora trzciny cukrowej Williama Russella. W 1880 roku wraz z bratem Williamem Jr. wyjechał na studia do Szkocji. Studiował na Uniwersytecie Edynburskim od 1882 do 1886 roku. W 1893 otrzymał tytuł doktora medycyny. Przez pewien czas pracował w St. Thomas' Hospital w Londynie, uzupełniał też studia za granicą, w Paryżu i Berlinie. Od 1895 rezydent w Queens Square Hospital, rok później na stanowisku patologa. W Queen Square współpracował m.in. z Horsleyem i Jacksonem. Od 1895 dzięki stypendium British Medical Association prowadził badania doświadczalne w laboratorium Horsleya. Od 1898 na stanowisku lekarza asystenta w Queen Square, równocześnie w University College Hospital. Od 1900 do 1910 profesor medycyny sądowej, po 1908 jeden z wykładowców medycyny klinicznej w University College Hospital.
Przewodniczył National Society for Lunacy Reform.
Żonaty z Adą Gwenllian Michell od lipca 1892, mieli córkę Marjory Gwenllian Russell (1893-). W 1915 roku rozwiódł się, w 1924 ożenił się z wdową Adą Hartley.
Od około 1900 roku prowadził z sukcesem prywatną praktykę lekarską przy 44 Wimpole Street, wśród jego pacjentów byli m.in. Henry Stanley i Humphry Ward.
Zmarł w 1939 roku, pochowany jest na Highgate Cemetery w Londynie.

## Dorobek naukowy
Wspólnie z Battenem i Collierem przedstawił jeden z pierwszych opisów podostrego złożonego zwyrodnienia rdzenia kręgowego. Jego prace doświadczalne prowadzone wspólnie z Horsleyem dotyczyły m.in. lokalizacji obszarów mózgu odpowiedzialnych za kontrolę ruchów gałek ocznych, szlaków nerwowych rdzenia przedłużonego i rdzenia kręgowego oraz dróg móżdżkowych.

## Wybrane prace
- An experimental investigation of the nerve roots which enter into the formation of the lumbo-sacral plexus of Macacus rhesus (1893)
- On some circumstances under which the normal state of the knee jerk is altered (1893)
- Experimental researches into the functions of the cerebellum (1894)
- Phenomena resulting from interruption of afferent and efferent tracts of the cerebellum (1897)
- Infantile cerebral degeneration with symmetrical changes at the macula (1897)
- Insanity as a ground for divorce. Divorce Law Reform Union, 1930